# Béla Egresi
Béla Egresi (Budapest, 11 maggio 1922 – Budapest, 10 giugno 1999) è stato un calciatore ungherese, di ruolo attaccante.

## Carriera

### Club
Ha sempre giocato nel campionato ungherese.

### Nazionale
Ha collezionato 23 presenze e 10 reti con la maglia della Nazionale.

## Palmarès

### Nazionale
- Coppa Internazionale: 1

Ungheria: 1953